# Jakab György (szobrász)
Farkaslaki Jakab György (Farkaslaka, 1950. szeptember 24. –) magyar fa- és csontszobrász, költő

## Életpályája
1990-ben költözött a családjával Magyarországra. Magyarországon kezdetben Miskolcon élt. Jelenleg Pomázon lakik.

## Kiállításai
Volt már kiállítása Csíkszeredában, Bukarestben, Budapesten: Újpalota, Magyarok Háza, Budai Vár - Magyar Kultúra Alapítvány Székháza, Damaszkuszban az Al-Madában, Golsban, Miskolcon többször, Münchenben, Pomázon többször, Budakeszin a Művelődési Központban, Vácott a Művelődési Központban, Szerencsen a Rákóczi-várban többször és Stockholmban, Kézdivásárhelyen, Csíksomlyón, New Yorkban, Washingtonban, Bécsben, Miskolcon, Chicagóban, Budakalászon, Farkaslakán.[forrás?]

## Művei
Köztéri alkotásai:
- Aradi Vértanúk emlékmű, Miskolc
- Móra Ferenc-portré, Mályi (relief)
- több kopjafa és faragott kapu Miskolcon és környékén
- Fénykapu (Atilla és Buda), Dobogókő
- Lobogótartó 11 királyportréval (8 m magas, tölgyfa körrelief), Dobogókő (Eötvös Lóránd menedékház előtt)
- 1848-as emlékmű Pomázon a Városháza előtt
- Wass Albert-szobor (2,40 m, tölgyfa), Törökbálint, Művelődési Központ
- Árpád-szobor (2,40 m tölgyfa, közös), Pomáz, Magyar Vár Alapítvány
- Országzászlótartó oszlop, Pomáz, Klisza dombon a Honalapítási Emlékműnél (Emese álma, 17 m magas, tölgyfa körrelief).
- Megmaradásunkért emlékmű (3,5 m-es tölgyfa-kő) Balatonlelle központi parkjában
- Munkáinak egy része megtekinthető honlapján.
- Trianon szobor  Pest Megyei Közgyűlés Díszterme
- Trianon szobor (3,5 m magas márvány) Lengyeltóti

Verseskötetei: 
"Havasok üzenete"
"Rímfaragó"
"Útravaló"

## Díjai
- A Külhoni és Magyarországi Emlékbizottság 1956-os díszérme 2006,
- Budakörnyéki Székelykör Csaba királyfi emlékérme 2008,
- Pest Megye Művészetéért díj, 2010
- Romániai Magyar Népművészeti Szövetség Életműdíja 2011
- A Világ Magyarságáért Művészeti Díj 2012
- Farkaslaka község Díszpolgára   2019
- A Magyar Ezüst Érdemkereszt   2023